# Mario de Gasperín Gasperín
Mario de Gasperín Gasperín (* 18. Januar 1935 in Córdoba) ist Altbischof von Querétaro.

## Leben
Mario de Gasperín Gasperín empfing am 30. Oktober 1960 die Priesterweihe.
Papst Johannes Paul II. ernannte ihn am 3. Juni 1983 zum Bischof von Tuxpan. Der Apostolische Delegat in Mexiko, Girolamo Prigione, spendete ihm am 4. August desselben Jahres die Bischofsweihe; Mitkonsekratoren waren Sergio Obeso Rivera, Erzbischof von Jalapa, und Ignacio Lehonor Arroyo, Altbischof von Tuxpan.
Am 4. April 1989 wurde er zum Bischof von Querétaro ernannt. Am 20. April 2011 nahm Papst Benedikt XVI. sein aus Altersgründen vorgebrachtes Rücktrittsgesuch an.